# Theodoros Kontidis
Dom Theodoros Kontidis (em grego: Θεόδωρος Κοντίδης; Salonica, 11 de março de 1956) é um jesuíta grego, arcebispo de Atenas e administrador apostólico de Rodes.

## Biografia
Theodoros Kontidis fez os estudos secundários em Atenas, depois ingressou no Pontifício Colégio Grego de Santo Atanásio em Roma e frequentou cursos de filosofia na Pontifícia Universidade Gregoriana. Estudou Teologia na Universidade Católica de Lovaina e ingressou na Companhia de Jesus em 1983. Após o noviciado, obteve a licenciatura em Teologia no Centre Sèvres, em Paris. Também fala italiano, francês e inglês.
Kontidis foi ordenado sacerdote em 9 de outubro de 1988. Foi vigário paroquial e pároco do Sagrado Coração de Atenas. Fez sua profissão solene em 1995, e depois foi responsável pela pastoral juvenil, superior da comunidade jesuíta em Atenas, diretor de uma revista e da casa de retiros. Na Arquidiocese de Atenas, colaborou com o programa de preparação de noivas para o casamento, encontros de comunidades, além de atividades pastorais e catequéticas da escola greco-francesa no Pireu. Em 2021, foi nomeado pároco da igreja de Santo André em Patras.
Com renúncia de Monsenhor Rossolatos, em 14 de julho de 2021 foi nomeado Arcebispo de Atenas e Administrador Apostólico ad nutum Sanctae Sedis de Rodes. Sua ordenação episcopal aconteceu em 18 de setembro de 2021 na Catedral de São Dionísio o Areopagita, através do Arcebispo Sevastianos Rossolatos, tendo como principais co-consagradores Nikólaos Foskolos, Arcebispo Emérito de Atenas, e Yannis Spiteris, OFM Cap, Arcebispo Emérito de Corfu, Zacinto e Cefalônia.
É o atual presidente da Caritas Atenas.

Em 18 de março de 2025, diante da renúncia de Mons. Petros Stefanou, Mons. Kontidis foi eleito presidente do Santo Sínodo dos Bispos Católicos da Grécia, a conferência episcopal grega.